# Pseudoperapion brevirostre
Pseudoperapion brevirostre – gatunek chrząszcza z rodziny pędrusiowatych i plemienia Aplemonini. Zamieszkuje zachodnią Palearktykę od Półwyspu Iberyjskiego po Syberię i Azję Zachodnią. Żeruje na dziurawcach.

## Taksonomia
Gatunek ten opisany został po raz pierwszy w 1797 roku przez Johanna F.W. Herbsta pod nazwą Apion brevirostre. W 1930 roku umieszczony został przez Hansa Wagnera w nowym, monotypowym wówczas podrodzaju Apion (Pseudoperapion). Wyniesienia owego podrodzaju do rangi osobnego rodzaju dokonał w 1990 roku Miguel A. Alonso-Zarazaga.

## Morfologia
Chrząszcz o ciele długości od 1,5 do 2,3 mm. Ubarwienie ma czarne z silnym połyskiem spiżowym lub spiżowozielonym, jaśniejszym na przedpleczu i pokrywach. Oskórek stosunkowo gęsto porastają białe włoski (włosowate łuski), na przedpleczu zwrócone dośrodkowo, zagęszczone na przedpiersiu, wyrostku śródpiersia, mezepimerach oraz przednich i środkowych biodrach.
Głowę cechują: płaskie, punktowane i rowkowane czoło 1,2 raza dłuższe od szczytu ryjka, okrągłe i lekko wysklepione oczy oraz przeciętnie wysokie, ku nasadzie zbieżne, nieprzekraczające połowy oczu kile podoczne. Czułki wieńczą podługowato-owalne buławki o długości 1,9 raza większej od szerokości. Ryjek jest pośrodku nieznacznie rozszerzony, a na jego spodzie występują krótkie, bruzdowate rowki oraz dwa szeregi grubych punktów. U samca ryjek jest niemal prosty, o długości wynoszącej około 0,85 długości przedplecza, w nasadowym odcinku nieznacznie szerszy niż w wierzchołkowym, po grzbietowej stronie punktowany i owłosiony prawie po wierzchołek, tylko na samym szczycie połyskujący. U samicy ryjek jest nieznacznie dłuższy od przedplecza, cieńszy niż u samca, w części wierzchołkowej wyraźnie węższy niż w nasadowej, na większości grzbietu nagi i lśniący.
Długość przedplecza wynosi od 0,84 do 0,88 jego szerokości. Ma ono boki lekko zaokrąglone, w tylnej połowie niemal równoległe, a w przedniej lekko, acz wyraźnie ku przodowi zbieżne, krawędź tylną prostą, a powierzchnię silnie i gęsto punktowaną, o niewielkim i bruzdowatym dołku przedtarczkowym trudno wśród tegoż punktowania dostrzegalnym. Tarczka jest drobna i naga. Pokrywy są wzdłużnie owalne, stosunkowo krótkie, u nasady wyraźnie od przedplecza szersze, u obu płci dość słabo ku tyłowi rozszerzone, o prawie równoległych bokach, najszersze pośrodku lub tuż za nim. Barki są dobrze wykształcone. Rzędy są głębokie, ostro odgraniczone, nieco węższe od międzyrzędów, z których to każdy ma pojedynczy szereg punktów z łuseczką. Szczecinki wyspecjalizowane na pokrywach nie występują. Rzędy pierwszy, szósty i siódmy są na przedzie skrócone, pozostałe zaś pełne. Biodra środkowej pary stykają się ze sobą. Wyrostek śródpiersia jest krótki, a zapiersia wydłużony i guzkowaty. Odnóża zwieńczone są niezmodyfikowanymi pazurkami. Samiec ma nieuzbrojone golenie.
Odwłok ma pierwszy z widocznych sternitów 2,3 razy dłuższy od następnego; oba są w średnim stopniu wypukłe. Piąty z widocznych sternitów jest wypukły i ma brzeg tylny zaokrąglony u samicy, a ścięty u samca. Listewka krawędzi wierzchołkowej samczego pygidium ma słaby kąt pośrodku. Y-kształtne spiculum gastrale odznacza się trzonkiem (manubrium) siedmiokrotnie dłuższym od ramion. Genitalia samca cechuje tegmen o płatach parameroidalnych rozdzielonych w wierzchołkowej ćwiartce, mających zesklerotyzowane części nasadowe zaopatrzone w pojedynczą szczecinkę makroskopową każdy oraz wąskie, błoniaste, porośnięte mikroszczecinkami szczyty. Zwarty płat środkowy edeagusa (prącie) ma szczyt w widoku bocznym wystający i odgięty, a w widoku grzbietowym nieco szpatułkowaty, a także temony średniej długości. Endofallus w nasadowej części ma pośrodkowo umieszczone drobne kolce mikroskopowe (spikule) i bocznie od nich położone dwie grupy tępych ząbków, a w części wierzchołkowej ma niemal równych rozmiarów szczytowe kolce mikroskopowe (spikule).

## Ekologia i występowanie
Owad rozmieszczony od nizin po niższe położenia górskie, preferujący suche i ciepłe stanowiska. Zarówno larwy, jak i postacie dorosłe są monofagicznymi fitofagami żerującymi na dziurawcach, w tym: czterograniastym, kędzierzawym, kosmatym, rozesłanym, wytwornym i zwyczajnym. Osobniki dorosłe są foliofagami i żerują wiosną, wygryzając otwory w liściach. Ednofagiczne larwy przechodzą rozwój wewnątrz torebek owocowych, wyjadając niedojrzałe nasiona. Zwykle występują gromadnie w jednej torebce. Struktura ta wskutek ich żerowania pozostaje niewielka i odkształcona. Widoczne są również na ściankach torebek brązowo obrzeżone dziurki, przez które samica złożyła jaja. Przepoczwarczenie zwykle ma miejsce w końcu lipca, ale czasem część larw żeruje jeszcze pod koniec sierpnia, mimo że inne w tej samej torebce są już w stadium poczwarki lub imago.
Gatunek palearktyczny. W Europie znany jest z Portugalii, Hiszpanii, Francji, Luksemburga, Holandii, Niemiec, Szwajcarii, Austrii, Włoch, Danii, Szwecji, Polski, Czech, Słowacji, Węgier, Rumunii, Bułgarii, Chorwacji, Serbii oraz europejskiej części Rosji, w Afryce Północnej z Algierii, a w Azji z syberyjskiej części Rosji, Zakaukazia, anatolijskiej części Turcji, Syrii i Izraela.